# エフドキヤ (小惑星)
エフドキヤ (2130 Evdokiya）は、小惑星帯に位置する小惑星である。
リュドミーラ・ジュラヴリョーワがクリミア天体物理天文台で発見した。

## 名称
発見者の母親のエフドキヤ・エフィモヴナ・シュチェロコーワに因んで名付けられた。